# Benjamín Grez
Benjamín Grez Ahrens (Santiago, 3 de diciembre de 1992) es un regatista chileno, que ha representado a su país en los Juegos Olímpicos de Londres 2012.

## Carrera deportiva
Grez estudió en el Colegio Alemán de Santiago y luego ingresó a la carrera de Ingeniería en la Pontificia Universidad Católica de Chile. Grez fue campeón nacional en tres oportunidades en la clase Optimist, donde también fue campeón sudamericano en 2007, y obtuvo el segundo lugar en el Campeonato Mundial de 2007. También obtuvo el campeonato nacional en la clase 420, en la cual fue vicecampeón sudamericano en 2009 y 2010, y obtuvo el tercer lugar en los campeonatos mundiales junior de 2009 y adulto de 2011.
Grez clasificó, junto con su compañero Diego González, a los Juegos Olímpicos de Londres 2012 en la clase 470 masculina, por haber conseguido una plaza al terminal en el 31.º lugar del Campeonato del Mundo en Barcelona, España. Con esto, la dupla fue la primera en su categoría en representar olímpicamente a Chile, tras la participación en Los Ángeles 1984 de Alberto González y Juan Pablo Barahona. Además, fue uno de los miembros más jóvenes de la delegación chilena. En la cita olímpica, Grez y González obtuvieron el 27° lugar en la clasficiación general con 196 puntos.
A junio de 2015, Grez estaba clasificado dentro de los primeros 200 regatistas del mundo en velero doble, según la Federación de Navegación Internacional.[cita requerida]
En marzo de 2016 Grez nuevamente clasificó a unos Juegos Olímpicos, los de Río de Janeiro de ese año, pero esta vez en la categoría 49er masculina, junto con su hermano 	
Cristóbal.